# Limacina helicina
Limacina helicina é uma espécie de caramujo marinho conhecido vulgarmente como borboleta-do-mar, que pode ser encontrada nos oceanos Ártico e Antártico.
1. ↑  uol ciência e saúde